# Spin the Music
Albums de Crystal Kay
Color Change!
(2008) Vivid
(2012)
Compilations par Crystal Kay
Best of Crystal Kay
(2009)
Remix par Crystal Kay
The Best Remixes of CK
(2009)
EPs par Crystal Kay
Flash
(2010)
Singles
Spin the Music est le 9e album de la chanteuse Crystal Kay, sorti sous le label Sony Music Entertainment Japan le 8 décembre 2010 au Japon. Il atteint la 42e place du classement de l'Oricon. Il se vend à 4 439 exemplaires la première semaine et reste classé pendant 6 semaines, pour un total de 8 535 exemplaires vendus. Time of Love a été utilisé comme thème musical pour le drama 10-nen Saki mo Kimi ni Koishite.

## Liste des titres
| 1.  | Journey ~Kimi to Futari de~ (Journey ~君と二人で~)                            | Crystal Kay, WolfJunk                                  | WolfJunk                                                              | 3:59 |
| 2.  | After Love -First Boyfriend- feat. KANAME (CHEMISTRY)                         | Craig Robert McConnell, Naomi Shobba Lee, Saeko Nishio | Craig Robert McConnell, Naomi Shobba Lee, Saeko Nishio                | 3:32 |
| 3.  | Konya wa No.1 (今夜はNo.1)                                                    | Crystal Kay, H.U.B.                                    | Crystal Kay, Oddity                                                   | 4:22 |
| 4.  | Kimi ga Ireba (君がいれば)                                                    | H.U.B.                                                 | TSUYOSHI                                                              | 4:47 |
| 5.  | Time of Love                                                                  | Crystal Kay, H.U.B.                                    | Shin Kono                                                             | 5:44 |
| 6.  | I pray                                                                        | Crystal Kay, H.U.B.                                    | Crystal Kay                                                           | 4:38 |
| 7.  | Goodbye                                                                       | Crystal Kay, J.Y. Park                                 | J.Y. Park                                                             | 3:48 |
| 8.  | LOVE or GAME                                                                  | LiLy                                                   | Philippe-Marc Anquetil, Kelli Young, Jessica Pietreson, Zach Charlton | 3:33 |
| 9.  | Hands up                                                                      | Crystal Kay, H.U.B.                                    | Hiten Bharadia, Noel Wayne, Sarah West                                | 3:47 |
| 10. | FLASH                                                                         | Crystal Kay, H.U.B.                                    | Chad Richardson, Craig Robert McConnell, Andrew Grange                | 3:30 |
| 11. | Thank You For Talkin' To Me Africa (Yellow Magic Orchestra feat. Crystal Kay) |                                                        |                                                                       | 5:36 |
| 12. | I'll be there                                                                 |                                                        | Matthew Tishler, Robyn Newman                                         | 4:03 |